# Prilukiellidae
Prilukiellidae zijn een uitgestorven  familie van tweekleppigen uit de orde Veneroida.